# Rio Dognecea
O Rio Dognecea é um rio da Romênia, afluente do Caraş, localizado no distrito de Caraş-Severin.